# 99억의 여자
《99억의 여자》는 2019년 12월 4일부터 2020년 1월 23일까지 방영된 KBS 2TV 수목드라마이다.

## 줄거리
우연한 기회로, 거액의 현찰 99억을 움켜쥔 여자가 세상과 맞서 싸우는 이야기

## 등장 인물

### 주요 인물
- 조여정 : 정서연 역 - 99억을 가로채 인생 역전을 꿈꾸는 여자
- 김강우 : 강태우 역 - 전직 형사, 죽은 태현의 형
- 정웅인 : 홍인표 역 - 서연의 남편, 가정폭력범
- 오나라 : 윤희주 역 - 서연의 친구, 사학 재단 이사장
- 이지훈 : 이재훈 역 - 희주의 남편, 서연의 내연남 (1회 ~ 30회)

### 그 외 인물
- 김병기 : 윤호성 역 - 희주의 아버지, 운암재단 이사장
- 옥예린 : 이유리 역 - 희주와 재훈의 딸
- 길해연 : 장금자 역 - 서연이 청소 알바를 다니는 저택의 늙은 마녀
- 서현철 : 오대용 역 - 건달 출신 사업가
- 유영재 : 김석 역 - 대용의 PC방 알바
- 신수현 : 지하나 역 - 대용이 바의 바텐더
- 양현민 : 김도학 역 - 대영 테크 대표
- 김도현 : 서민규 역 - 대영 테크 상무
- 이병훈 : 박준배 역 - 형사, 태우의 옛 동료
- 구성환 : 흑곰 역 - 대용의 라이벌 격인 건달 출신 사업가
- 윤서현 : 조실장 역 - 윤희주가 레온을 잡기 위해 보낸 수하
- 서이안 : 진 역 - 레온의 수하
- 정성일 : 백승재 역 - 정서연의 이복오빠
- 임태경 : 레온 역 - 돈 100억의 주인인 의문의 인물
- 홍하나임

### 특별출연
- 윤아정 : 유미라 역 - 서연의 집 주인, 사진 작가
- 현우 : 강태현 역 - 태우의 동생

## 촬영지
- 게스트라우스 리븐델
- 바이오산업교
- 동작대교
- 더리버
- 마리나베이 서울
- 서울 드래곤 시티
- 별밤
- 미메시스 아트 뮤지엄
- 라베니체 마치에비뉴
- 일진전기

## 시청률
최저 시청률과 최고 시청률은 시청률 조사회사와 지역별로 시청률에 차이가 있을 수 있습니다.
| 2019년      | 2019년      | 2019년         | 2019년         | 2019년       | 2019년 |
| 회차        | 방송일      | TNmS 시청률    | AGB 시청률     | AGB 시청률   |        |
| 회차        | 방송일      | 대한민국(전국) | 대한민국(전국) | 서울(수도권) |        |
| ----------- | ----------- | -------------- | -------------- | ------------ | ------ |
| 제1회       | 12월 4일    | 9.6%           | 7.2%           | 7.5%         |        |
| 제2회       | 12월 4일    | 10.8%          | 8.7%           | 9.0%         |        |
| 제3회       | 12월 5일    | 7.2%           | 7.0%           | 7.1%         |        |
| 제4회       | 12월 5일    | 8.0%           | 8.5%           | 9.0%         |        |
| 제5회       | 12월 11일   | 7.7%           | 9.4%           | 10.0%        |        |
| 제6회       | 12월 11일   | 9.5%           | 11.3%          | 12.0%        |        |
| 제7회       | 12월 12일   | 7.0%           | 7.8%           | 7.5%         |        |
| 제8회       | 12월 12일   | 8.7%           | 9.3%           | 9.1%         |        |
| 제9회       | 12월 18일   | 8.0%           | 8.9%           | 8.5%         |        |
| 제10회      | 12월 18일   | 9.7%           | 9.9%           | 9.8%         |        |
| 제11회      | 12월 19일   | 8.3%           | 8.6%           | 8.4%         |        |
| 제12회      | 12월 19일   | 9.4%           | 10.0%          | 9.9%         |        |
| 제13회      | 12월 25일   | 9.0%           | 9.9%           | 9.8%         |        |
| 제14회      | 12월 25일   | 10.1%          | 11.4%          | 11.4%        |        |
| 제15회      | 12월 26일   | 7.9%           | 8.2%           | 8.3%         |        |
| 제16회      | 12월 26일   | 9.0%           | 9.7%           | 9.4%         |        |
| 2020년      |             |                |                |              |        |
| 제17회      | 1월 1일     | 8.6%           | 9.5%           | 10.0%        |        |
| 제18회      | 1월 1일     | 10.3%          | 11.6%          | 11.6%        |        |
| 제19회      | 1월 2일     | 6.8%           | 8.1%           | 7.8%         |        |
| 제20회      | 1월 2일     | 7.7%           | 9.1%           | 9.2%         |        |
| 제21회      | 1월 8일     | 7.8%           | 9.3%           | 9.5%         |        |
| 제22회      | 1월 8일     | 9.0%           | 10.8%          | 10.6%        |        |
| 제23회      | 1월 9일     | 5.9%           | 6.8%           | 6.7%         |        |
| 제24회      | 1월 9일     | 7.0%           | 8.3%           | 8.2%         |        |
| 제25회      | 1월 15일    | 8.0%           | 8.8%           | 9.0%         |        |
| 제26회      | 1월 15일    | 9.1%           | 10.1%          | 10.2%        |        |
| 제27회      | 1월 16일    | 5.9%           | 7.1%           | 7.6%         |        |
| 제28회      | 1월 16일    | 7.0%           | 8.1%           | 8.5%         |        |
| 제29회      | 1월 22일    | 7.5%           | 8.6%           | 9.2%         |        |
| 제30회      | 1월 22일    | 8.7%           | 9.2%           | 9.6%         |        |
| 제31회      | 1월 23일    | 6.3%           | 6.8%           | 6.7%         |        |
| 제32회      | 1월 23일    | 7.6%           | 8.5%           | 9.0%         |        |
| 평균 시청률 | 평균 시청률 | 8.2%           | 9.0%           | 9.1%         |        |

## 수상 경력
- 2019년 KBS 연기대상 여자 최우수상 조여정
- 2019년 KBS 연기대상 미니시리즈부문 남자 조연상 정웅인

## 참고 사항
- 장금자 역은 당초 김수미가 맡기로 하였으나 뮤지컬 친정엄마 공연 소화 도중 세트 일부에 왼쪽 눈을 부딪치는 사고를 당해[3] 길해연으로 교체되었다.

## 같이 보기
- 대한민국의 텔레비전 드라마 목록 (ㄷ)
- 2019년 대한민국의 텔레비전 드라마 목록